# 赵海兴
赵海兴（1969年5月—），男，汉族，青海湟中人，中华人民共和国政治人物。现任青海师范大学副校长，教授，博士生导师。第十四届全国政协委员。